# Coronopapilla avellina
Coronopapilla avellina är en svampart som beskrevs av Kohlm. & Volkm.-Kohlm. 1990. Coronopapilla avellina ingår i släktet Coronopapilla och familjen Zopfiaceae.   Inga underarter finns listade i Catalogue of Life.